# Liste des codes postaux canadiens débutant par P
| Flag of Canada | Codes postaux canadiens |    |    |    |    |    |    |    |    |    |    |    |    |    |    |       |    |
| \| NL \| NS \| PE \| NB \| QC \| QC \| QC \| ON \| ON \| ON \| ON \| ON \| MB \| SK \| AB \| BC \| NU/NT \| YT \| \| A \| B \| C \| E \| G \| H \| J \| K \| L \| M \| N \| P \| R \| S \| T \| V \| X \| Y \| |                         |    |    |    |    |    |    |    |    |    |    |    |    |    |    |       |    |
| NL | NS                      | PE | NB | QC | QC | QC | ON | ON | ON | ON | ON | MB | SK | AB | BC | NU/NT | YT |
| A | B                       | C  | E  | G  | H  | J  | K  | L  | M  | N  | P  | R  | S  | T  | V  | X     | Y  |

## Nord de l'Ontario- 58RTA
| P0A Nipissing Centre (Burk's Falls)                                      | P1A North Bay Sud    | P2A Parry Sound    | P3A Grand Sudbury (New Sudbury)                          | P4A Non assigné     | P5A Elliot Lake  | P6A Sault Ste. Marie Est    | P7A Thunder Bay Nord-est    | P8A Non assigné   | P9A Fort Frances |
| P0B Nipissing Sud (Utterson)                                             | P1B North Bay Centre | P2B Sturgeon Falls | P3B Grand Sudbury (Centre-ville / Minnow Lake)           | P4B Non assigné     | P5B Non assigné  | P6B Sault Ste. Marie Centre | P7B Thunder Bay Centre-nord | P8B Non assigné   | P9B Non assigné  |
| P0C Parry Sound Mi-rive (Bala)                                           | P1C North Bay Nord   | P2C Non assigné    | P3C Grand Sudbury (Gatchell / West End / Little Britain) | P4C Non assigné     | P5C Non assigné  | P6C Sault Ste. Marie North  | P7C Thunder Bay Centre      | P8C Non assigné   | P9C Non assigné  |
| P0E Parry Sound Rive sud (Kilworthy)                                     | P1E Non assigné      | P2E Non assigné    | P3E Grand Sudbury (Robinson / Lockerby)                  | P4E Non assigné     | P5E Espanola     | P6E Non assigné             | P7E Thunder Bay Centre-sud  | P8E Non assigné   | P9E Non assigné  |
| P0G Parry Sound Rive nord (Nobel)                                        | P1G Non assigné      | P2G Non assigné    | P3G Grand Sudbury (Lo-Ellen / McFarlane Lake)            | P4G Non assigné     | P5G Non assigné  | P6G Non assigné             | P7G Thunder Bay Nord        | P8G Non assigné   | P9G Non assigné  |
| P0H Nipissing Nord (Callander)                                           | P1H Huntsville       | P2H Non assigné    | P3H Non assigné                                          | P4H Non assigné     | P5H Non assigné  | P6H Non assigné             | P7H Non assigné             | P8H Non assigné   | P9H Non assigné  |
| P0J District de Timiskaming Sud (Temiskaming Shores)                     | P1J Non assigné      | P2J Non assigné    | P3J Non assigné                                          | P4J Non assigné     | P5J Non assigné  | P6J Non assigné             | P7J Thunder Bay Sud         | P8J Non assigné   | P9J Non assigné  |
| P0K District de Timiskaming Nord (Iroquois Falls)                        | P1K Non assigné      | P2K Non assigné    | P3K Non assigné                                          | P4K Non assigné     | P5K Non assigné  | P6K Non assigné             | P7K Thunder Bay Ouest       | P8K Non assigné   | P9K Non assigné  |
| P0L District de Cochrane (Hearst)                                        | P1L Bracebridge      | P2L Non assigné    | P3L Grand Sudbury (Garson)                               | P4L Non assigné     | P5L Non assigné  | P6L Non assigné             | P7L Neebing                 | P8L Non assigné   | P9L Non assigné  |
| P0M District d'Algoma, District de Sudbury et Grand Sudbury (Chelmsford) | P1M Non assigné      | P2M Non assigné    | P3M Non assigné                                          | P4M Non assigné     | P5M Non assigné  | P6M Non assigné             | P7M Non assigné             | P8M Non assigné   | P9M Non assigné  |
| P0N Timmins (South Porcupine)                                            | P1N Non assigné      | P2N Kirkland Lake  | P3N Grand Sudbury (Val Caron)                            | P4N Timmins Sud-est | P5N Kapuskasing  | P6N Non assigné             | P7N Non assigné             | P8N Dryden        | P9N Kenora       |
| P0P District de Manitoulin (Little Current)                              | P1P Gravenhurst      | P2P Non assigné    | P3P Grand Sudbury (Hanmer)                               | P4P Timmins Nord    | P5P Non assigné  | P6P Non assigné             | P7P Non assigné             | P8P Non assigné   | P9P Non assigné  |
| P0R District d'Algoma Sud-ouest (Bruce Mines)                            | P1R Non assigné      | P2R Non assigné    | P3R Non assigné                                          | P4R Timmins Ouest   | P5R Non assigné  | P6R Non assigné             | P7R Non assigné             | P8R Non assigné   | P9R Non assigné  |
| P0S Lac Supérieur Rive Est (Wawa)                                        | P1S Non assigné      | P2S Non assigné    | P3S Non assigné                                          | P4S Non assigné     | P5S Non assigné  | P6S Non assigné             | P7S Non assigné             | P8S Non assigné   | P9S Non assigné  |
| P0T Lac Supérieur Rive Nord (Marathon)                                   | P1T Non assigné      | P2T Non assigné    | P3T Non assigné                                          | P4T Non assigné     | P5T Non assigné  | P6T Non assigné             | P7T Non assigné             | P8T Sioux Lookout | P9T Non assigné  |
| P0V Nord-ouest de l'Ontario (Red Lake)                                   | P1V Non assigné      | P2V Non assigné    | P3V Non assigné                                          | P4V Non assigné     | P5V Non assigné  | P6V Non assigné             | P7V Non assigné             | P8V Non assigné   | P9V Non assigné  |
| P0W District de Rainy River (Emo)                                        | P1W Non assigné      | P2W Non assigné    | P3W Non assigné                                          | P4W Non assigné     | P5W Non assigné  | P6W Non assigné             | P7W Non assigné             | P8W Non assigné   | P9W Non assigné  |
| P0X District de Kenora (Keewatin)                                        | P1X Non assigné      | P2X Non assigné    | P3X Non assigné                                          | P4X Non assigné     | P5X Non assigné  | P6X Non assigné             | P7X Non assigné             | P8X Non assigné   | P9X Non assigné  |
| P0Y Lake of the Woods Rive Est (Ingolf)                                  | P1Y Non assigné      | P2Y Non assigné    | P3Y Grand Sudbury (Lively)                               | P4Y Non assigné     | P5Y Not assigned | P6Y Non assigné             | P7Y Non assigné             | P8Y Non assigné   | P9Y Non assigné  |
| P0Z Non assigné                                                          | P1Z Non assigné      | P2Z Non assigné    | P3Z Non assigné                                          | P4Z Non assigné     | P5Z Non assigné  | P6Z Non assigné             | P7Z Non assigné             | P8Z Non assigné   | P9Z Non assigné  |

| Statistique Canada, recensement de 2001 1. P0M, 51 197 2. P0T, 40 119 3. P0H, 38 600 4. P6A, 35 012 5. P1B, 33 596 | Statistique Canada, recensement de 2001 1. P0Y : 49 2. P7K : 1 643 3. P7J : 2 055 4. P1C : 2 224 5. P7G : 2 436 |

## Sources
- Géographie - Trouver de l’information par région ou aire géographique, sur Statistique Canada.
- Google Maps (ici un exemple de recherche avec la région de tri d'acheminement P1A)